# Båtflyn
Båtflyn är en sjö i Strömsunds kommun i Jämtland och ingår i Ångermanälvens huvudavrinningsområde. Sjön har en area på 0,198 kvadratkilometer och ligger 519,6 meter över havet. Båtflyn ligger i Frostvikenfjällen Natura 2000-område. Sjön avvattnas av vattendraget Gransjöån.

## Delavrinningsområde
Båtflyn ingår i det delavrinningsområde (716924-144784) som SMHI kallar för Utloppet av Båtflyn. Medelhöjden är 577 meter över havet och ytan är 1,5 kvadratkilometer. Räknas de 14 avrinningsområdena uppströms in blir den ackumulerade arean 80,64 kvadratkilometer. Gransjöån som avvattnar avrinningsområdet har biflödesordning 4, vilket innebär att vattnet flödar genom totalt 4 vattendrag innan det når havet efter 291 kilometer. Avrinningsområdet består mestadels av skog (87 procent). Avrinningsområdet har 0,2 kvadratkilometer vattenytor vilket ger det en sjöprocent på 13,3 procent.